# Tange Å (Fyn)
Tange Å er et sydøstfynsk vandløb, der udspringer fra en række småbække og afvandingskanaler med forbindelse til slottet Broholms voldgrave. Fra slotsområdet løber den først mod nordøst og nord gennem en mindre tunneldal, hvor den udfylder dalbunden helt mellem de stejle dalsider. På denne strækning har åen i en periode fra Middelalderen og op til det 19. århundrede været opstemmet for at kunne forsyne Tange Mølle med vand. Efter møllen løber åen syd om hovedgården Hesselagergård.
Åens nederste forløb går i sydøstlig retning, hvor den snor sig gennem græssede enge. Yderst i forløbet passerer den det flade område, hvor Gudmebygden i årene mellem 200 og 700 havde ladeplads mm. Tange Å løber ud i Storebælt nord for Lundeborg.
Tange Å danner sogneskel mellem Gudme og Oure Sogn.